# Juan Carlos Barreto Barreto
Juan Carlos Barreto Barreto (n. Guamo, Tolima, Colombia, 26 de diciembre de 1968) es un obispo católico, profesor y teólogo colombiano.
Desde 2022 es el nuevo obispo de la Diócesis de Soacha.

## Biografía

### Primeros años y formación
Nacido en el municipio colombiano de Guamo (perteneciente al Departamento del Tolima), el día 26 de diciembre de 1968.
Completó sus estudios de Filosofía y Teología en el Seminario Mayor Misionero Espíritu Santo de Sonsón-Rionegro.
Se trasladó a Italia para licenciarse en Teología espiritual por la Pontificia Universidad Gregoriana de Roma.

### Sacerdocio
El 30 de enero de 1993 fue ordenado sacerdote para la Diócesis de El Espinal, por el entonces obispo Abraham Escudero Montoya.
A su regreso inició su ministerio pastoral y ocupó diversos cargos pastorales como el de párroco de "Nuestra Señora de Chiquinquirá" y delegado diocesano para la Infancia Misionera; vicario parroquial de la Catedral de Nuestra Señora del Rosario del Espinal, párroco de "Divino Niño" y delegado diocesano para los Grupos de Oración.
También ha sido profesor del Seminario Mayor La Providencia, Delegado Diocesano para la liturgia, para la pastoral sacerdotal y vocacional; y desde 2008 es Rector del mismo seminario mayor "La Providencia".

## Episcopado
El 30 de enero de 2013, el Papa Benedicto XVI, lo nombró 5º obispo de Quibdó.
Recibió la consagración episcopal el día 9 de marzo de ese mismo año, en la Catedral Nuestra Señora del Rosario, a manos del entonces Obispo de El Espinal, Pablo Emiro Salas Anteliz actuando como consagrante principal. Y como co-consagrantes tuvo al entonces Nuncio Apostólico en Malta, Aldo Cavalli y al Arzobispo de Ibagué, Flavio Calle Zapata.